# Pro bono publico
Pro bono publico (sædvanligvis forkortet til pro bono) er et latinsk udtryk som betyder: For det offentliges bedste.
Udtrykket bruges i forbindelse med frivilligt og ubetalt arbejde, som en tjeneste til det offentlige samfund.
Pro bono-arbejdet udføres af faguddannede-personer, som tilbyder deres tjenester for medmennesker, der normalt ikke kan finansiere sådanne ydelser.
Det er almindeligt indenfor juridiske professioner, at advokater påtager sig at repræsentere eller rådgive personer, som anses for værdigt trængende eller i sager som advokater anser som vigtige.
Nogle advokatfirmaer vil have en politik, i forbindelse med at udføre en del pro bono-arbejde. 

## Ekstern henvisning
- International pro bono  –  International Bar Association Arkiveret 1. november 2020 hos  Wayback Machine.

## Refrence
1. ↑  pro bono publico på lex.dk